# Hasselsplintborre
Hasselsplintborre (Scolytus carpini) är en barkborre som beskrevs 1837 av Julius Theodor Christian Ratzeburg. Arten ingår i släktet Scolytus och familjen vivlar.

## Utseende
Hasselsplintborre är 2–3,5 mm lång och cylindriskt byggd med välvd buksida som går brant upp mot spetsen på täckvingarna. Arten är blanksvart med svartbruna täckvingar, och den har korta, kraftiga ben och antenner.

## Utbredning
Hasselsplintborre förekommer från Mellan- och Sydeuropa till södra Ryssland, Krim och Kaukasus.

### Förekomst i Sverige
Första fyndet i Sverige gjordes 1954 i Halltorps hage på Öland. Ytterligare fynd gjordes senare på ön och arten är idag förmodligen ganska utbredd på Öland. Den har även påträffats på norra Gotland, på flera lokaler i Uppland samt på en lokal i Södermanland. Alla mellansvenska fynd är alla gjorda i nära anslutning till Mälaren. Arten är ej funnen i övriga Norden och närmsta förekomst är i Estland och Lettland.

## Ekologi
Larvutvecklingen sker under tunn bark på nyligen döda delar av lövträd, främst avenbok och hassel. Även ek och bok förekommer som värdträd. Honan gnager en 2–3 cm lång modergång tvärs över veden, varefter larverna gnager långa gångar längs fiberriktningen innan de förpuppas i splintveden. Utvecklingen tar ett år, med förpuppning i slutet av maj och skalbaggar som lämnar virket i mitten av juni. Arten kan utvecklas i samma stam flera år i rad eftersom gammal hassel dör långsamt.